# Havaika nigrolineata
Havaika nigrolineata is een spinnensoort uit de familie springspinnen (Salticidae). De soort komt voor op de Marquesaseilanden.